# Don’t Look Back in Anger
Don’t Look Back in Anger (deutsch „Blick nicht im Zorn zurück“) ist ein Lied der Britpop-Band Oasis. Es wurde am 29. September 1995 als vierter Titel des Albums (What’s the Story) Morning Glory? veröffentlicht und erschien am 19. Februar 1996 als fünfte Singleauskopplung des Albums.

## Entstehung und Veröffentlichung

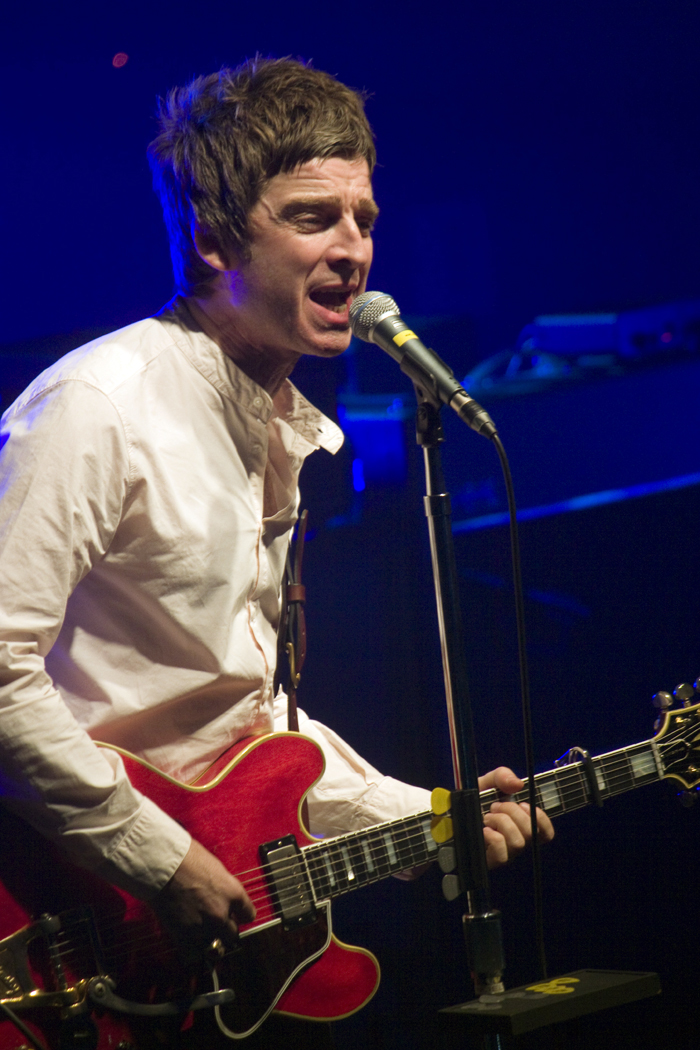
Noel Gallagher komponierte das Lied und nahm den Gesang auf.

Nach dem kommerziellen Erfolg des Vorgängeralbums Definitely Maybe legte Noel Gallagher den Schwerpunkt im Schreibprozess für das Nachfolgeralbum auf andere Musikstile. Während auf Definitely Maybe „schroffe Rockmusik“ den Musikstil ausmachte, lag das Hauptaugenmerk bei (What’s the Story) Morning Glory? auf balladenhafterem Britpop, was unter anderen auch an dem Lied Wonderwall zu hören ist. Deshalb entstand die ursprüngliche Version des Liedes mit der Begleitung einer Akustikgitarre, die Noel Gallagher am 22. April 1995, also ungefähr ein halbes Jahr vor Erscheinen des Albums, bei einem Konzert in der Sheffield Arena präsentierte. Laut Noel Gallagher entstanden die Akkorde zur Akustikversion zwei Tage zuvor nach einem Auftritt in Paris. „Ich habe Don’t Look Back in Anger vor zwanzig Jahren nachts auf einem Pariser Hotelbett geschrieben. Hätte ich damals gewusst, dass das Lied eines Tages auf Beerdigungen und Hochzeiten gespielt wird, dass Menschen es zum Lied-ihres-Lebens machen – dann hätte ich es nicht schreiben können. Das wäre alles eine Nummer zu groß für mich gewesen“, sagte Noel Gallagher 2016 in einem Zeitungsinterview. Während des Soundchecks in Sheffield fielen Gallagher die ersten Zeilen des Refrains ein, so dass er im Backstagebereich den Text fertigstellte und noch am selben Abend aufführte. Da die Band nach Aussagen von Produzent Owen Morris jedoch „voluminösere Refrains“ haben wollte, entstand aus der akustischen Version ein Arrangement bestehend aus Gitarren-, Gesangs-, Bass-, Schlagzeug- und Keyboardspuren. Während der Aufnahme entstand zwischen den Gallagher-Brüdern eine Diskussion darüber, wer welches Lied auf dem Album singen solle. Noel Gallagher ließ seinem Bruder Liam die Wahl zwischen Wonderwall und Don’t Look Back in Anger, dieser entschied sich für Wonderwall, womit Noel Gallagher den Gesang für Don’t Look Back in Anger übernahm.
Im Studio nahm zunächst Noel Gallagher seine Gesangs- und Gitarrenspur auf, bevor Alan White die Schlagzeugspur einspielte. Diese ungewöhnliche Reihenfolge der Aufnahmen bezeichnete Produzent Morris später als „eine Produktion, auf die er nicht stolz sei“. Dies wurde seiner Meinung nach durch die Qualitäten im Songwriting ausgeglichen.
Das Lied erschien mit dem Album (What’s the Story) Morning Glory? am 29. September 1995 in Deutschland, als Single erschien es am 19. Februar 1996. Später wurde das Lied auch auf den Kompilationsalben Familiar to Millions (2001), Stop the Clocks (2006) sowie Time Flies… 1994–2009 (2010) veröffentlicht.
Nach der Trennung der Band im Jahr 2009 spielt Noel Gallagher das Stück im Live-Programm seines Soloprojektes Noel Gallagher’s High Flying Birds.

## Musik
Don’t Look Back in Anger ist 4:47 Minuten lang und ist in der Reihenfolge Intro-Strophe-Bridge-Refrain-Zwischenspiel-Strophe-Bridge-Refrain-Gitarrensolo-Refrain (2x)-Outro gehalten. Die Tonart ist C-Dur, allerdings liegt die Stimmung der Instrumente bei 455Hz bezogen auf den Kammerton a1, was 15 Hertz über dem Standard von 440 Hertz liegt.

Intro

Intro aus Imagine von John Lennon

Das Intro ist vier Takte lang und wurde aus John Lennons Imagine übernommen, so dass sowohl die Akkordfolge C-Dur und F-Dur als auch das Anschlagsmuster gleich sind. Das Anschlagmuster besteht aus einer Pendelbewegung von Achtelnoten, bei der abwechselnd der Grundton und der restliche Akkord angeschlagen wird. Der C-Dur-Akkord wird dabei in der Grundstellung gespielt (C-E-G), der F-Dur-Akkord in der zweiten Umkehrung (C-F-A).

Akkordfolge aus Strophe und Refrain

Die Strophe besteht aus acht Takten und aus der Akkordfolge C-G|Am-E7|F-G|C-Am-G. Diese Akkordfolge wird pro Strophe zwei Mal gespielt.

Akkordfolge aus Bridge und Solo

Anschließend folgt eine Bridge, die zwölf Takte dauert. In ihr findet ein Wechsel in der Akkordfolge auf F-Fm|C|F-Fm|C|F-Fm|C|G|G#|Am-G|F|G|G. Diese Begleitung wird auch im Gitarrensolo verwendet.
Der instrumentale Unterschied zwischen Strophe und Refrain besteht lediglich darin, dass im Refrain ein Tamburin als Perkussion zum Einsatz kommt, das von Liam Gallagher gespielt wird. Im Gegensatz zur Strophe, die überwiegend in mittlerer Stimmlage gesungen werden, ist der Refrain in deutlich höherer Stimmlage komponiert, der höchste Ton ist ein g2, in der Strophe ist der höchste Ton ein e2.
Vor allem im Refrain wird dem Lied durch den Einsatz von diatonischen Schritten ein hymnenartiger Klang erzeugt. Dabei findet vom höchsten Ton aus (g2) eine Abwärtsbewegung in Achtelnoten zum Grundton (c2) statt.

## Beteiligte Musiker
- Gesang, Gitarre, E-Bow, Mellotron: Noel Gallagher
- Hintergrundgesang, Perkussion: Liam Gallagher
- Gitarre, Klavier, Mellotron: Paul Arthurs
- Bass: Paul McGuigan
- Schlagzeug: Alan White

## Text
Der Titel ist eine Anspielung auf das umstrittene Theaterstück von John Osborne, Look Back in Anger (1956). Der Großteil des Textes wird in der Ich-Perspektive erzählt. Der Erzähler hat eine fiktive, gedankliche Auseinandersetzung mit einer Frau, die im Refrain Sally genannt wird. In der Auseinandersetzung kommen Ratschläge (“Don’t you know you might find a better place to play”, dt. „Erkennst du nicht, dass du einen besseren Ort zum Spielen finden könntest?“), Wünsche (“Take me to the place where you go”, dt. „Bring mich dorthin, wohin du gehst.“) und Beschwörungen (“you ain’t ever gonna burn my heart out”, dt. „Du wirst mein Herz nicht zerstören.“) vor. Die Zeile “But don’t look back in anger, I heard you say” (dt. „Blick nicht im Zorn zurück, hörte ich dich sagen.“) deutet darauf hin, dass der Erzähler und Sally eine Beziehung hatten, die allerdings zerbrochen ist. Somit kann der Liedtext als Rückblick des Erzählers auf die Beziehung betrachtet werden.
Im Text wird der Unterschied zwischen Strophe und Refrain deutlicher, so wechselt während des Refrains die Erzählperspektive in die dritte Person.
Auch im Text findet sich eine Referenz zu John Lennon. In der ersten Zeile der Bridge findet sich die Textpassage “So I start a revolution from my bed” (dt. “Also beginne ich eine Revolution von meinem Bett aus”), was ein Verweis auf das so genannte „bed in“ ist, bei dem John Lennon und Yoko Ono 1969 in einem Hilton Hotel in Apollobuurt in einem Bett sitzend für den Frieden demonstrierten.

## Artwork
Das Cover wurde von Brian Cannon entworfen, der bereits zuvor mit Oasis zusammenarbeitete und auch das Cover zu (What’s the Story) Morning Glory? gestaltete. Das Bild zeigt einen Proberaum, der komplett mit Blumen ausgelegt ist. Im Hintergrund befinden sich diverse Gitarren- und Bassverstärker, an denen Gitarren angelehnt sind. Im mittleren Hintergrund befindet sich ein weißes Klavier, davor ist ein weißes Schlagzeug zu sehen, dessen Bassdrum mit dem Union Jack verziert ist. Dieses Motiv und das damit verbundene Nationalbewusstsein sind typisch für den Britpop.

## Musikvideo
Das Musikvideo zum Lied wurde unter der Regie von Nigel Dick im kalifornischen Pasadena gedreht. Der Schauspieler Patrick Macnee, bekannt aus der Fernsehserie Mit Schirm, Charme und Melone, ist als Chauffeur von Oasis zu sehen. Während der Dreharbeiten zum Video lernte der Schlagzeuger Alan White seine spätere Ehefrau Liz Atkins kennen, die er im August 1997 heiratete. Das Paar trennte sich im November 2000.

## Rezeption
Don’t Look Back in Anger ist mit Stand von 2013 die meistverkaufte Single in der Bandgeschichte Oasis.
Von Musikkritikern wurde das Lied überwiegend gelobt. So sagt Jon Wiederhorn vom Rolling Stone, dass der Refrain einprägsam sei.
Sputnikmusic.com vergibt dem Lied die volle Punktzahl von fünf Punkten. Laut Meinung des Kritikers zeige das Stück den Sinn Oasis für gute Melodien. Außerdem hätte es einen der besten Texte der Band.
Das britische Q Magazine listete im Oktober 2006 Don’t Look Back in Anger auf Platz 20 der „100 besten Songs aller Zeiten“. Das BBC Radio 2, das ebenfalls eine Liste der 100 besten Lieder erstellte, listete das Lied auf Platz 82. Der britische New Musical Express platzierte das Lied in seiner Liste der „50 besten Indie-Hymnen“ auf dem vierzehnten Rang. Außerdem sprach der NME dem Lied Platz eins der „besten Refrains“ zu.

## Kommerzieller Erfolg

### Chartplatzierungen
In Großbritannien erreichte die Single Platz eins der Charts, in Schweden wurde Platz zwei sowie in Finnland Platz drei erreicht. Weitere Platzierungen in den Charts wurden in Norwegen und Australien mit jeweils Platz 19, Neuseeland mit Platz 20, Frankreich mit Platz 24, der Schweiz mit Platz 27, den Niederlanden mit Platz 33, Wallonien mit Platz 35, den Vereinigten Staaten mit Platz 55 sowie Deutschland mit Platz 57 erreicht.
| ChartsChartplatzierungen     | Höchstplatzierung | Wochen |
| ---------------------------- | ----------------- | ------ |
| Deutschland (GfK)            | 57 (19 Wo.)       | 19     |
| Schweiz (IFPI)               | 27 (10 Wo.)       | 10     |
| Vereinigtes Königreich (OCC) | 1 (51 Wo.)        | 51     |

| ChartsJahrescharts (1996)    | Platzierung |
| ---------------------------- | ----------- |
| Vereinigtes Königreich (OCC) | 11          |

### Auszeichnungen für Musikverkäufe
In Großbritannien erhielt die Single 2024 eine sechsfache Platin-Schallplatte.
| Land/Region                  | Auszeichnungen für Musikverkäufe (Land/Region, Auszeichnung, Verkäufe) | Verkäufe  |
| ---------------------------- | ---------------------------------------------------------------------- | --------- |
| Dänemark (IFPI)              | Platin                                                                 | 90.000    |
| Italien (FIMI)               | 2× Platin                                                              | 200.000   |
| Japan (RIAJ)                 | Platin                                                                 | 250.000   |
| Neuseeland (RMNZ)            | 3× Platin                                                              | 90.000    |
| Spanien (Promusicae)         | Platin                                                                 | 60.000    |
| Vereinigtes Königreich (BPI) | 6× Platin                                                              | 3.600.000 |
| Insgesamt                    | 14× Platin ·                                                           | 4.290.000 |

Hauptartikel: Oasis/Auszeichnungen für Musikverkäufe

## Verwendung in den Medien
Das ZDF benutzte den Song als Titelmelodie sowie als Untermalung der Zusammenfassungen für seine Sendungen zur Fußball-Europameisterschaft 1996. Die britische BBC-Serie Our Friends in the North verwendete das Lied als Abspannmelodie für die letzte Folge der Sendung. Auch in den Serien Cold Case – Kein Opfer ist je vergessen, Being Human und Chuck wurde das Lied benutzt.
Für das Videospiel Rock Band wird der Titel für die Xbox 360 zum Download auf der Website des Herstellers angeboten.
Das Lied wurde von diversen Bands gecovert. Dazu zählen unter anderem Amy Winehouse, Glay sowie The Killers. Die humorvolle Version der britischen Band Wurzels im südwestenglischen Folkstil schaffte es bis auf Platz 59 der britischen Charts.
Teilnehmer der Trauerfeier zwei Tage nach dem Terroranschlag in Manchester am 22. Mai 2017 stimmten das Lied nach einer Schweigeminute an. Zudem wurde der Song beim Benefizkonzert One Love Manchester von Coldplay gespielt.

## Coverversionen
Die britische Band The Wurzels veröffentlichte 2002 eine Coverversion, welche die britischen Charts erreichte.